# Liste der Kernreaktoren in der Ukraine
Die Liste der Kernreaktoren in der Ukraine beinhaltet alle in Betrieb und in Bau befindlichen kommerziellen Leistungsreaktoren, Kernkraftwerke, deren Planung/Bau endgültig aufgegeben wurde, sowie alle Forschungsreaktoren und militärisch genutzten kerntechnischen Anlagen.

## Kernkraftwerke
Unter die Gruppierung Kernkraftwerke fallen alle Leistungsreaktoren und Prototypanlagen, die zur kommerziellen Stromerzeugung genutzt werden.

### Leistungsdaten
| Name           | Block | Reaktortyp | Modell     | Status      | Netto- leistung in MWe (Design) | Brutto- leistung in MWe | Therm. Leistung in MWt | Baubeginn  | Erste Kritikalität | Erste Netzsyn- chronisation | Kommer- zieller Betrieb | Abschal- tung | Einspeisung in TWh |
| -------------- | ----- | ---------- | ---------- | ----------- | ------------------------------- | ----------------------- | ---------------------- | ---------- | ------------------ | --------------------------- | ----------------------- | ------------- | ------------------ |
| Chmelnyzkyj    | 1     | PWR        | VVER V-320 | In Betrieb  | 950                             | 1000                    | 3000                   | 01.11.1981 | 10.12.1987         | 31.12.1987                  | 13.08.1988              | –             | 193,36             |
| Chmelnyzkyj    | 2     | PWR        | VVER V-320 | In Betrieb  | 950                             | 1000                    | 3000                   | 01.02.1985 | 01.08.2004         | 07.08.2004                  | 15.12.2005              | –             | 110,18             |
| Chmelnyzkyj    | 3     | PWR        | VVER       | In Bau      | 1035                            | 1089                    | 3132                   | 01.03.1986 | –                  | –                           | –                       | –             | –                  |
| Chmelnyzkyj    | 4     | PWR        | VVER       | In Bau      | 1035                            | 1089                    | 3132                   | 01.02.1987 | –                  | –                           | –                       | –             | –                  |
| Riwne          | 1     | PWR        | VVER V-213 | In Betrieb  | 381 (361)                       | 420                     | 1375                   | 01.08.1973 | 17.12.1980         | 22.12.1980                  | 22.09.1981              | –             | 103,28             |
| Riwne          | 2     | PWR        | VVER V-213 | In Betrieb  | 376 (384)                       | 415                     | 1375                   | 01.10.1973 | 19.12.1981         | 22.12.1981                  | 29.07.1982              | –             | 104,04             |
| Riwne          | 3     | PWR        | VVER V-320 | In Betrieb  | 950                             | 1000                    | 3000                   | 01.02.1980 | 11.11.1986         | 21.12.1986                  | 16.05.1987              | –             | 189,88             |
| Riwne          | 4     | PWR        | VVER V-320 | In Betrieb  | 950                             | 1000                    | 3000                   | 01.08.1986 | 26.09.2004         | 10.10.2004                  | 06.04.2006              | –             | 100,11             |
| Saporischschja | 1     | PWR        | VVER V-320 | In Betrieb  | 950                             | 1000                    | 3000                   | 01.04.1980 | 07.12.1984         | 10.12.1984                  | 25.12.1985              | –             | 195,09             |
| Saporischschja | 2     | PWR        | VVER V-320 | In Betrieb  | 950                             | 1000                    | 3000                   | 01.01.1981 | 28.06.1985         | 22.07.1985                  | 15.02.1986              | –             | 194,96             |
| Saporischschja | 3     | PWR        | VVER V-320 | In Betrieb  | 950                             | 1000                    | 3000                   | 01.04.1982 | 04.12.1986         | 10.12.1986                  | 05.03.1987              | –             | 197,27             |
| Saporischschja | 4     | PWR        | VVER V-320 | In Betrieb  | 950                             | 1000                    | 3000                   | 01.04.1983 | 15.12.1987         | 18.12.1987                  | 14.04.1988              | –             | 196,23             |
| Saporischschja | 5     | PWR        | VVER V-320 | In Betrieb  | 950                             | 1000                    | 3000                   | 01.11.1985 | 20.07.1989         | 14.08.1989                  | 27.10.1989              | –             | 187,31             |
| Saporischschja | 6     | PWR        | VVER V-320 | In Betrieb  | 950                             | 1000                    | 3000                   | 01.06.1986 | 06.10.1995         | 19.10.1995                  | 17.09.1996              | –             | 164,50             |
| Südukraine     | 1     | PWR        | VVER V-302 | In Betrieb  | 950                             | 1000                    | 3000                   | 01.08.1976 | 09.12.1982         | 31.12.1982                  | 02.12.1983              | –             | 209,11             |
| Südukraine     | 2     | PWR        | VVER V-338 | In Betrieb  | 950                             | 1000                    | 3000                   | 01.07.1981 | 30.12.1984         | 06.01.1985                  | 06.04.1985              | –             | 197,38             |
| Südukraine     | 3     | PWR        | VVER V-320 | In Betrieb  | 950                             | 1000                    | 3000                   | 01.11.1984 | 02.09.1989         | 20.09.1989                  | 29.12.1989              | –             | 172,15             |
| Tschernobyl    | 1     | LWGR       | RBMK-1000  | Stillgelegt | 740 (925)                       | 800                     | 3200                   | 01.03.1970 | 02.08.1977         | 26.09.1977                  | 27.05.1978              | 30.11.1996    | 97,27              |
| Tschernobyl    | 2     | LWGR       | RBMK-1000  | Stillgelegt | 925                             | 1000                    | 3200                   | 01.02.1973 | 17.11.1978         | 21.12.1978                  | 28.05.1979              | 11.10.1991    | 75,99              |
| Tschernobyl    | 3     | LWGR       | RBMK-1000  | Stillgelegt | 925                             | 1000                    | 3200                   | 01.03.1976 | 02.06.1981         | 03.12.1981                  | 08.06.1982              | 15.12.2000    | 98,00              |
| Tschernobyl    | 4     | LWGR       | RBMK-1000  | Zerstört    | 925                             | 1000                    | 3200                   | 01.04.1979 | 26.11.1983         | 22.12.1983                  | 26.03.1984              | 26.04.1986    | –                  |

1. ↑  Der Block 4 des KKW Tschernobyl wurde am 26. April 1986 zerstört (siehe Nuklearkatastrophe von Tschernobyl).

### Bilder

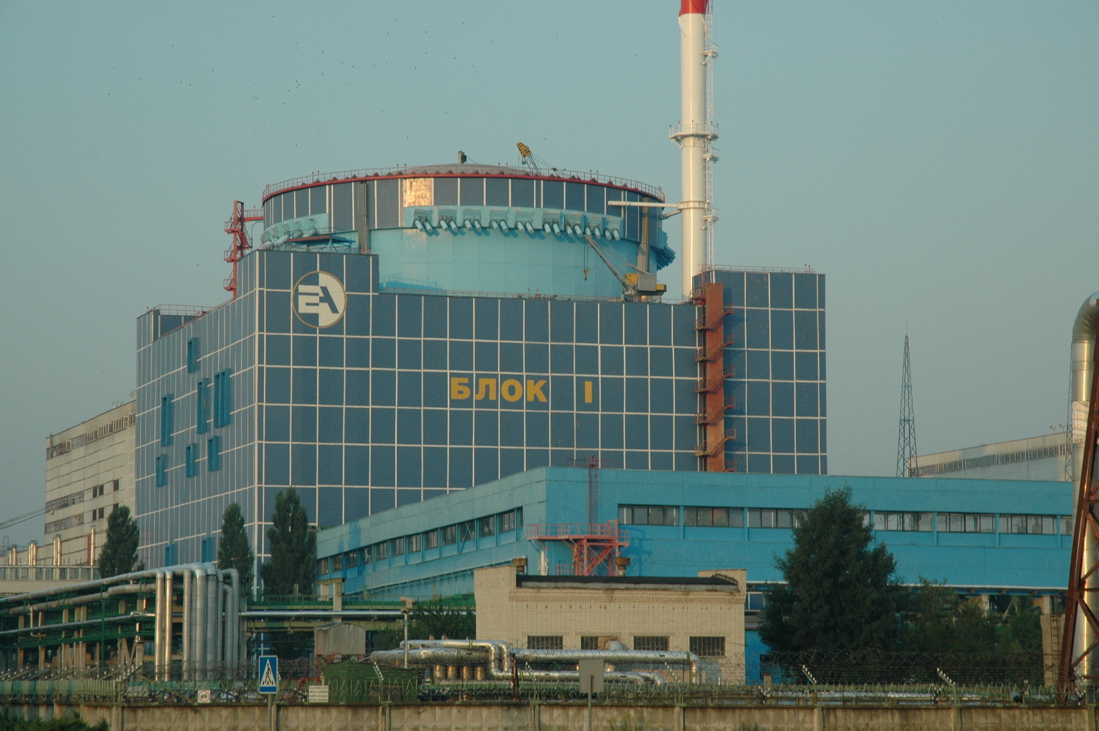
Kernkraftwerk Chmelnyzkyj
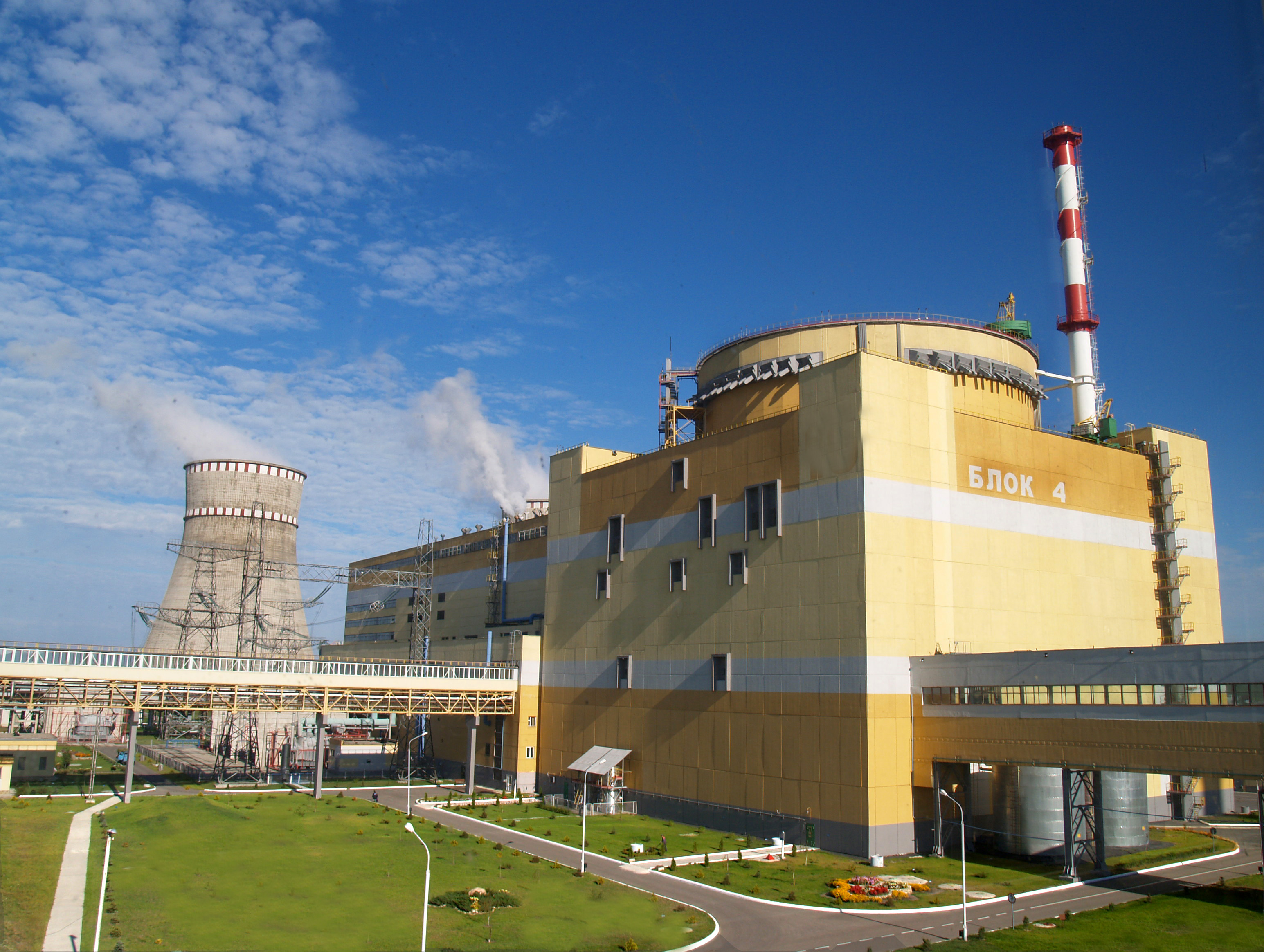
Kernkraftwerk Riwne, Block 4
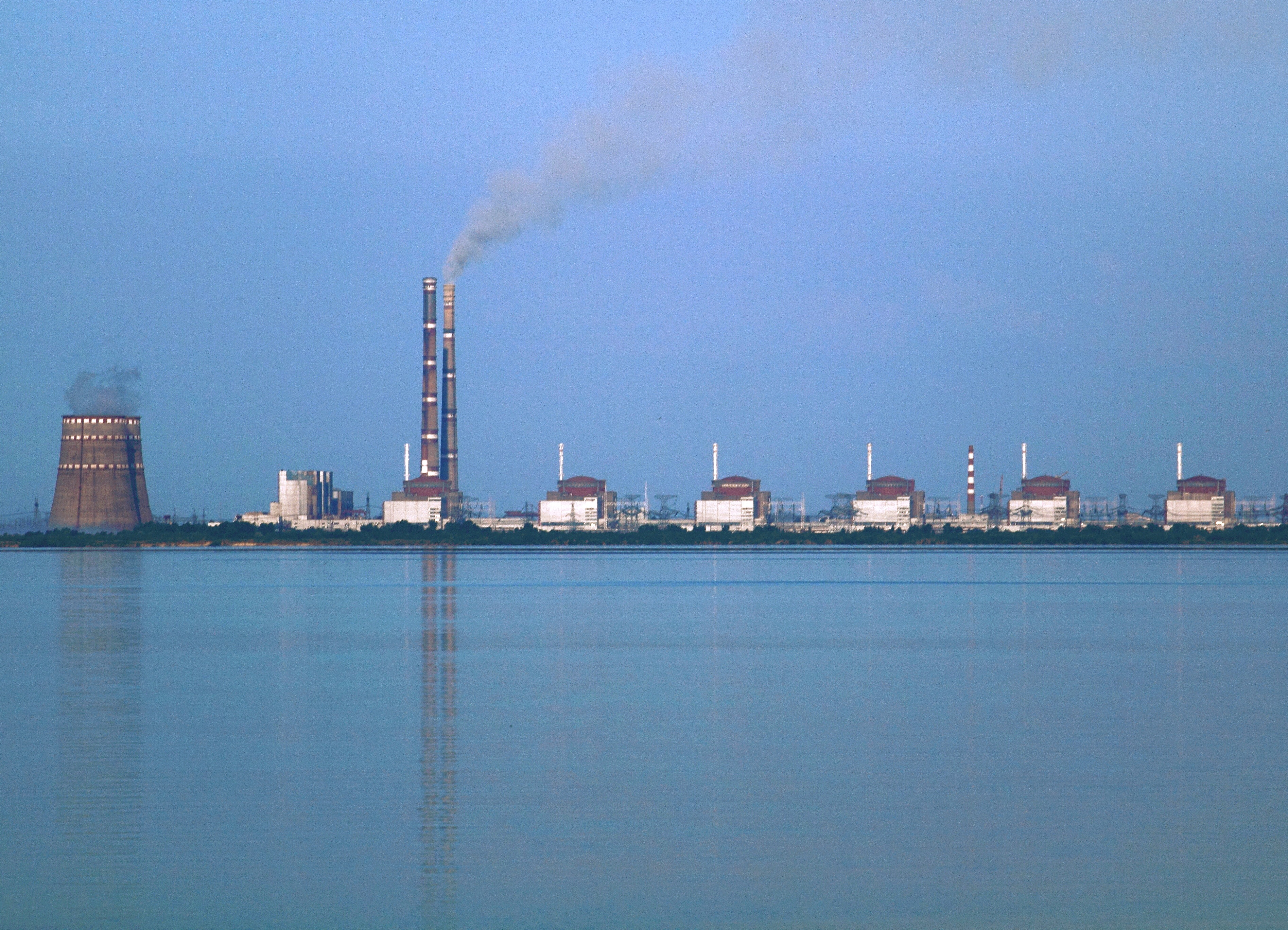
Kernkraftwerk Saporischschja
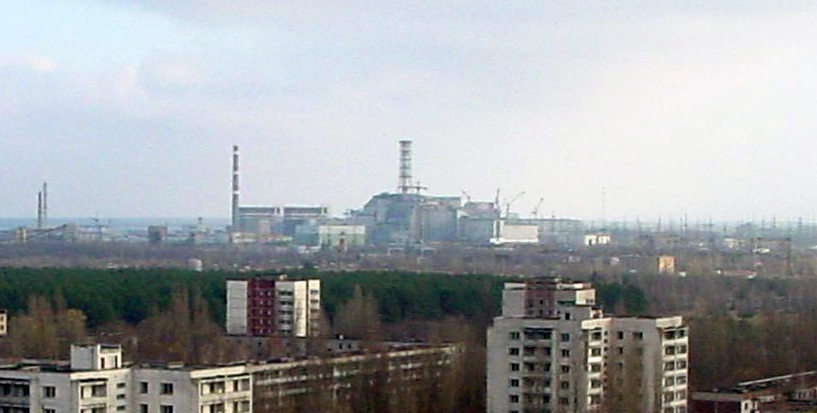
Kernkraftwerk Tschernobyl (von Pripyat, Januar 2007)
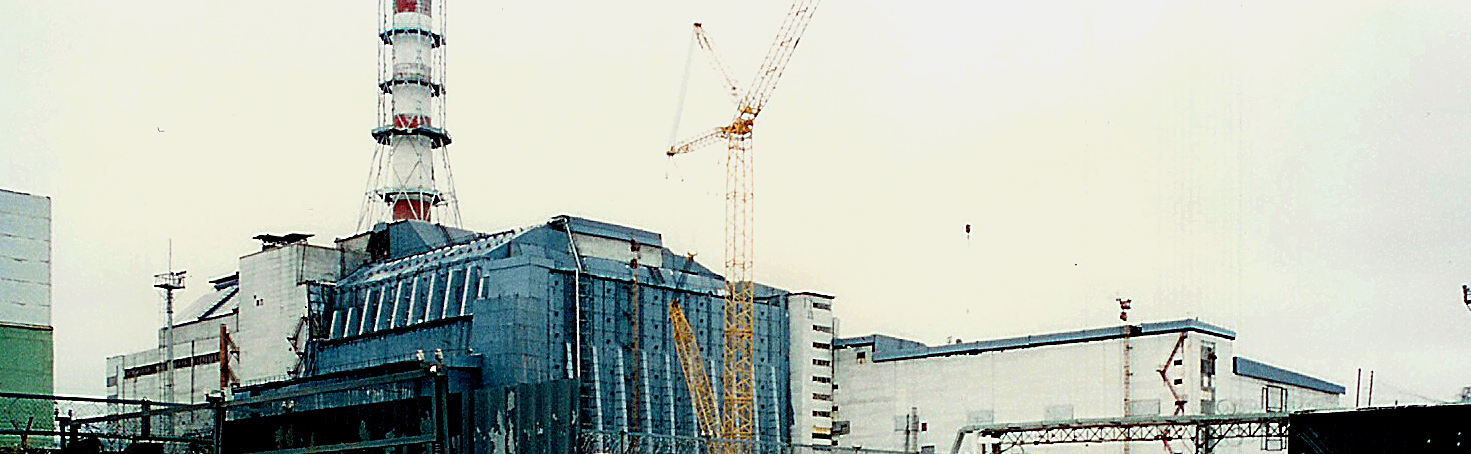
Sarkophag um den Unglücksreaktor von Tschernobyl (März 2006)
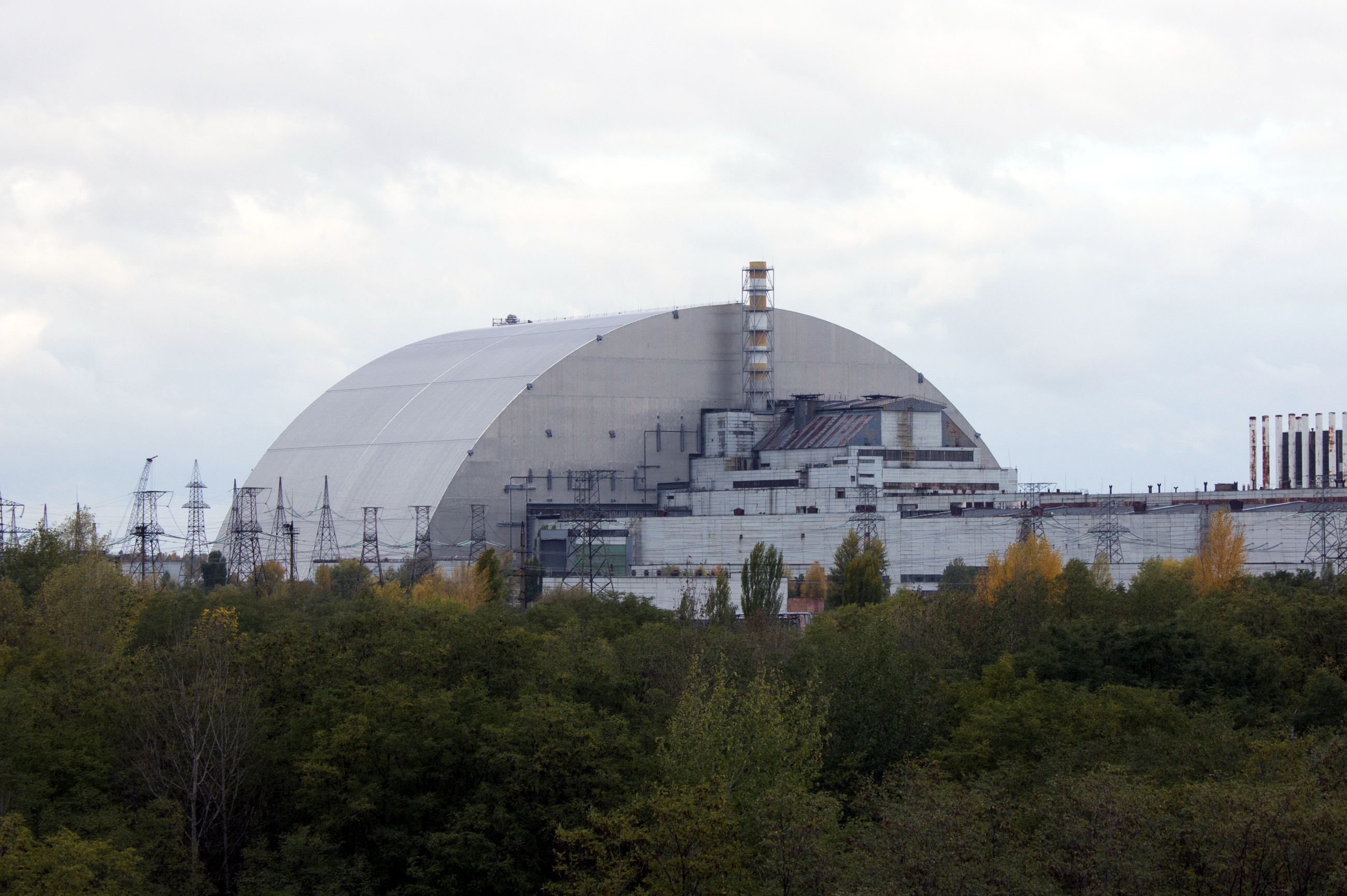
Neue Schutzhülle über dem Unglücksreaktor von Tschernobyl (Oktober 2017)

## Kernkraftwerke ohne Betriebsaufnahme
Unter die Gruppierung Kernkraftwerke ohne Betriebsaufnahme fallen alle Leistungsreaktoren und Prototypanlagen, die zur kommerziellen Stromerzeugung genutzt werden sollten, aber noch nicht fertiggestellt wurden, bzw. deren Planungen und Bau endgültig eingestellt wurden, sowie alle Leistungsreaktoren, die noch nicht in Bau, aber fest geplant sind.
Zurzeit gibt es bereits Pläne von komplett neuen Kernkraftwerken und von neuen Reaktorblöcken an bestehenden Standorten. Es sollen neun neue Reaktoren die alten Standorte ersetzen und elf weitere Reaktoren langfristig den Bau neuer Kernkraftwerke anstreben. Die Leistung der geplanten Reaktoren beträgt jeweils entweder 1000 oder 1500 MW.
| Standort      | Oblast                 | Nettoleistung | Bruttoleistung | Reaktortyp         | Planungsbeginn | Baubeginn  | Planungen/Bau eingestellt |
| ------------- | ---------------------- | ------------- | -------------- | ------------------ | -------------- | ---------- | ------------------------- |
| Charkiw 1     | Charkiw                | 900 MW        | 940 MW         | Druckwasserreaktor | —              | —          | —                         |
| Charkiw 2     | Charkiw                | 900 MW        | 940 MW         | Druckwasserreaktor | —              | —          | —                         |
| Krim 1        | Autonome Republik Krim | 950 MW        | 1.000 MW       | WWER-1000/320      | 1976           | 01.12.1982 | 01.01.1989                |
| Krim 2        | Autonome Republik Krim | 950 MW        | 1.000 MW       | WWER-1000/320      | —              | —          | —                         |
| Krim 3        | Autonome Republik Krim | 950 MW        | 1.000 MW       | WWER-1000/320      | —              | —          | —                         |
| Krim 4        | Autonome Republik Krim | 950 MW        | 1.000 MW       | WWER-1000/320      | —              | —          | —                         |
| Odessa 1      | Odessa                 | 900 MW        | 940 MW         | WWER-1000          | —              | —          | —                         |
| Odessa 2      | Odessa                 | 900 MW        | 940 MW         | WWER-1000          | —              | —          | —                         |
| Riwne 5       | Riwne                  | 950 MW        | 1.000 MW       | WWER-1000/320      | —              | —          | —                         |
| Riwne 6       | Riwne                  | 950 MW        | 1.000 MW       | WWER-1000/320      | —              | —          | —                         |
| Süd-Ukraine 4 | Mykolajiw              | 950 MW        | 1.000 MW       | WWER-1000/320      | —              | 1987       | —                         |
| Tschernobyl 5 | Kiew                   | 950 MW        | 1.000 MW       | RBMK-1000          | —              | 1981       | 1988                      |
| Tschernobyl 6 | Kiew                   | 950 MW        | 1.000 MW       | RBMK-1000          | —              | 1983       | 1988                      |

## Forschungsreaktoren
Unter die Gruppierung Forschungsreaktor fallen Kernreaktoren, die nicht der Stromerzeugung dienen, sondern überwiegend zu Forschungszwecken (kern- und materialtechnischen Untersuchungen, Isotopenproduktion für Medizin und Technik) genutzt werden.
Leistungsdaten
Diese Liste ist in alphabetischer Reihenfolge sortiert.
In Betrieb
Stillgelegt
| Standort    | Thermische Leistung | Reaktortyp          | Status      | Inbetriebnahme |
| ----------- | ------------------- | ------------------- | ----------- | -------------- |
| SNI, IR-100 | 200 kW              | POOL, IRT           | Stillgelegt | 1967           |
| SPh IR-100  | 0 kW                | kritische Anordnung | Stillgelegt | 1974           |
| WWR-M KIEV  | 10000 kW            | TANK WWR            | In Betrieb  | 1960           |